# Alejandro Szenkar
Alexander Michael Szenkar, conocido como Alejandro Szenkar (Budapest, ca. 1896-Buenos Aires, 1971) fue un compositor y director de orquesta húngaro, nacionalizado argentino.

## Biografía
Alexander Szenkar nació hacia 1896 en Budapest, hijo del organista y director de coro Ferdinand Szenkar y de Rosa Rothenstreich. Era hermano del también compositor y director de orquesta Eugen Szenkar (1891-1977).
Estudió en la academia musical de Budapest, donde también cantó en un coro e hizo pequeños papeles operísticos. Debutó como director de orquesta a los 18 años en Debrecen, Hungría. Se casó con la actriz Marte Hein. Entre 1920 y 1921 dirigió en el Teatro de Szczecin de Polonia. Más tarde continuó dirigiendo en los teatros alemanes de Sarrebruck, Gera o Detmold. También fue director de ópera en Ostrava entre los años 1925 y 1926.
Durante la década de 1930 dirigió la ópera de Graz, Austria, hasta que en 1938 emigró a Argentina. Allí fundó la Camerata Académica de Buenos Aires, dirigió la orquesta del Teatro Colón y la Orquesta Sinfónica de la Universidad Nacional de Cuyo.
Szenkar falleció en 1971 en Buenos Aires.